# NGC 5963
NGC 5963 é uma galáxia espiral (Sc) localizada na direcção da constelação de Draco. Possui uma declinação de +56° 33' 36" e uma ascensão recta de 15 horas, 33 minutos e 27,8 segundos.
A galáxia NGC 5963 foi descoberta em 5 de Maio de 1788 por William Herschel.